# JESTER
「JESTER」（ジェスター）は、VALSHEの2枚目のシングル。2011年7月27日に5pb. Reordsから発売された。

## 解説
5pb. Records在籍最後の作品は表題曲「jester」はPSP用ソフト『官能昔話』テーマソング、カップリング「Another Sky」はXbox 360用ソフト『Ever17』グランドエンディングテーマ。

## 批評
CDジャーナル「中性的でピュアな声色を軸にした歌唱とデジタル・ダンス・ビートとの相性は抜群だ」と評した。

## 収録曲
1. jester
作詞：VALSHE　作曲：minato　編曲：齋藤真也
2. Vessel
作詞・作曲：VALSHE　編曲：G'n-
3. Dead to the world
作詞：minato　作曲：doriko　編曲：G'n-
4. Another Sky
作詞・作曲：minato　編曲：FAITH-T
5. jester -instrumental-
6. Vessel -instrumental-
7. Dead to the world -instrumental-
8. Another Sky -instrumental-